# The Grand National

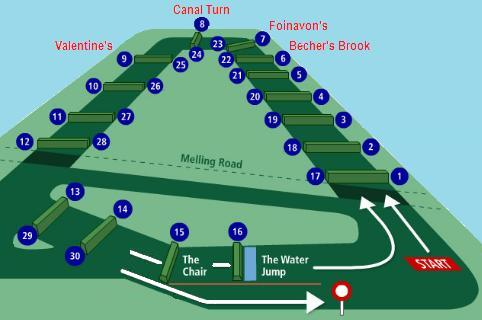
Aintree

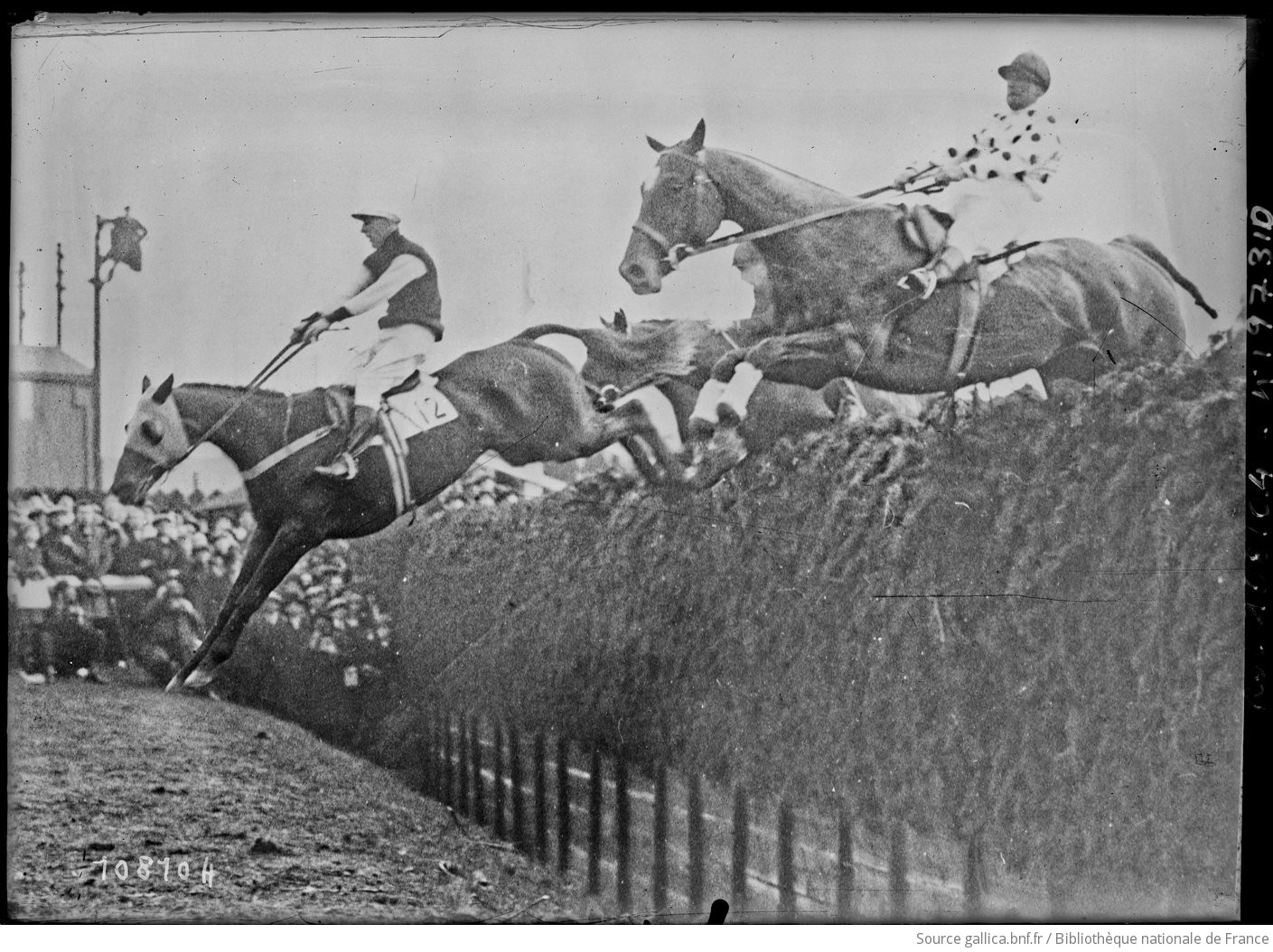
De Grand National in 1926

The Grand National is een paardenkoers die het hoogtepunt vormt van een driedaags paardensportevenement dat sinds 1836 (officieel sinds 1839) gehouden wordt in het Engelse Aintree nabij Liverpool. De Grand National wordt gezien als de belangrijkste en meest prestigieuze steeplechase van het jaar, de race wordt wereldwijd door 600 miljoen mensen, voornamelijk in de Commonwealth, bekeken. De race wordt, begin april van elk jaar, verreden op de Aintree Grand National Race Course.

## Het evenement
De Grand National race is een handicap race voor paarden van 6 jaar of ouder. De race vindt plaats op de renbaan in Aintree over een lengte van 4 mijl 514 yard (6,907 kilometer) met 30 heggen waar de paarden overheen moeten springen. De race vindt meestal plaats op een zaterdag in het begin van de maand april. Het aantal deelnemende paarden is maximaal 40.
De race gaat over twee ronden. In elke ronde bevinden zich zestien heggen. Twee hindernissen worden één keer gesprongen ( "the chair" en "the water-jump"), in totaal dus 30 sprongen. Sommige sprongen zijn legendarisch omdat er zo veel paarden door zijn gevallen. Echter, met het oog op de diervriendelijkheid zijn bepaalde sprongen verlaagd, zodat er minder valpartijen plaatsvinden.

## Geschiedenis

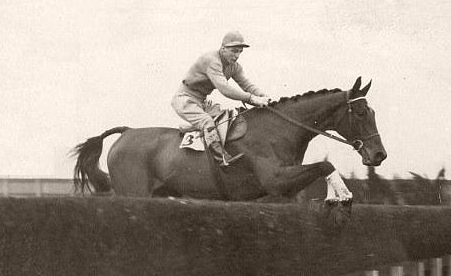
Golden Miller.

Er is veel discussie geweest over waar de Grand National werkelijk begonnen is en rond welke tijd. Officieel vond de eerste Grand National plaats in 1839, maar uit meerdere bronnen wordt duidelijk dat waarschijnlijk de eerste werkelijke Grand National heeft plaatsgevonden in 1836, drie jaar eerder dus. Deze race zou gewonnen zijn door "the Duke", hetzelfde paard dat in 1837 nog een keer zou winnen. Er werd echter jaren gedacht dat de races in 1836, 1837 en 1838 plaatsvonden in Maghull en niet in Aintree waardoor sommige mensen het geen officiële Grand National vonden. De gegevens worden dan ook niet vermeld in het recordboek. Recent onderzoek suggereert echter dat de 1836-38 races op dezelfde renbaan in Aintree werden gehouden, maar dat de 1839 race de eerste was die werd beschreven als 'National'.
De eerste drie jaar van de Eerste Wereldoorlog was de renbaan in Aintree gesloten, er werden toen alternatieve races gereden op Gatwick. De eerste race op Gatwick werd "the Racecourse Association Steeplechase" genoemd. De andere twee races werden "War National Steeplechase" genoemd. De races op Gatwick worden niet altijd gezien als echte Grand National races, toch staan de winnaars wel vermeld in het recordboek.
In 1967 gebeurde een ernstig ongeluk tijdens de Grand National. Er ontstond een grote kettingbotsing bij het 23ste hek. 17 paarden kwamen daar ernstig ten val. Het paard Foinavon liep echter zo ver achter dat die het ongeluk wist te omzeilen; Foinavon was het eerste paard dat de hindernis wist te passeren en won uiteindelijk de race.
Het meest succesvolle paard ooit op de Grand National was Red Rum. Het was het enige paard dat de Grand National drie keer wist te winnen. Winst was er in 1973, 1974 en in 1977. In de tussenliggende jaren (1976 en 1975) eindigde het tweede.
In totaal werd de race 13 keer door een merrie gewonnen.
In 2021 won voor de eerste keer een amazone: Rachael Blackmore.

## Lijst van top drienoteringen
| jaar                    | winnaar                     | tweede                      | derde                       |
| ----------------------- | --------------------------- | --------------------------- | --------------------------- |
| The Grand National 2021 | Minella Times               | Balko De Flos               | Any Second Now              |
| The Grand National 2020 | geannuleerd i.v.m. COVID-19 | geannuleerd i.v.m. COVID-19 | geannuleerd i.v.m. COVID-19 |
| The Grand National 2019 | Tiger Roll                  | Magic of Light              | Rathvinden                  |
| The Grand National 2018 | Tiger Roll                  | Pleasant Company            | Bless The Wings             |
| The Grand National 2017 | One For Arthur              | Cause Of Causes             | Saint Are                   |
| The Grand National 2016 | Rule The World              | The Last Samuri             | Vics Canvas                 |
| The Grand National 2015 | Many Clouds                 | Saint Are                   | Monbeg Dude                 |
| The Grand National 2014 | Pineau De Re                | Balthazar King              | Double Seven                |
| The Grand National 2013 | Auroras Encore              | Cappa Bleu                  | Teaforthree                 |
| The Grand National 2012 | Neptune Collonges           | Sunnyhillboy                | Seabass                     |
| The Grand National 2011 | Ballabriggs                 | Oscar Time                  | Don't Push It               |
| The Grand National 2010 | Don't Push it               | Black Apalachi              | State of Play               |
| The Grand National 2009 | Mon Mome                    | Comply or Die               | My Will                     |
| The Grand National 2008 | Comply or Die               | King Johns Castle           | Snowy Morning               |
| The Grand National 2007 | Silver Birch                | Mc Kelvey                   | Slim Pickings               |
| The Grand National 2006 | Numbersixvalverde           | Hedgehunter                 | Clan Royal                  |
| The Grand National 2005 | Hedgehunter                 | Royal Auclair               | Simply Grifted              |
| The Grand National 2004 | Amberleigh House            | Clan Royal                  | Lord Atterbury              |
| The Grand National 2003 | Monty's Pass                | Supreme Glory               | Amberleigh House            |
| The Grand National 2002 | Bindaree                    | What's Up Boys              | Blowing Wind                |
| The Grand National 2001 | Red Marauder                | Smarty                      | Blowing Wind                |
| The Grand National 2000 | Papillon                    | Mely Moss                   | Niki Dee                    |
| The Grand National 1999 | Bobbyjo                     | Blue Charm                  | Call It A Day               |
| The Grand National 1998 | Earth Summit                | Suny Bay                    | Samlee                      |
| The Grand National 1997 | Lord Gyllene                | Suny Bay                    | Camelot Knight              |
| The Grand National 1996 | Rough Quest                 | Encore Un Peu               | Superior Finish             |
| The Grand National 1995 | Royal Athelete              | Party Politics              | Over The Deel               |
| The Grand National 1994 | Minnehoma                   | Just So                     | Moorcroft Boy               |
| The Grand National 1993 | race ongeldig verklaard     | race ongeldig verklaard     | race ongeldig verklaard     |
| The Grand National 1992 | Party Politics              | Romany King                 | Laura's Beau                |
| The Grand National 1991 | Seagram                     | Garrison Savannah           | Auntie Dot                  |
| The Grand National 1990 | Mr Frisk                    | Durham Edition              | Rinus                       |

## Video's
- Grand National op YouTube: 1926, 1925, 1923